# Ericolophium taiheisanum
Ericolophium taiheisanum är en insektsart. Ericolophium taiheisanum ingår i släktet Ericolophium och familjen långrörsbladlöss.

## Underarter
Arten delas in i följande underarter:
- E. t. ovalifolii
- E. t. taiheisanum